# Orion 3
Orion 3 var en planerad flygning som aldrig genomfördes, i det numera nedlagda Constellationprogrammet

## Färdplan
Flygningen skulle vara den första av Orion CEV. Orion 3 skulle vara obemannad, men skulle ge NASA möjligt att testa Ares I-raketen och Orionkapseln tillsammans för första gången och även testa rymdkapselns framdrivningssystem, värmeskyddssystem och landningssystemen. Man hade planer på en förbiflygning av den Internationella rymdstationen. Man planerade också en vattenlandning utanför Australien som avslutning av flygningen.